# Łużkowo (Kraj Permski)
Łużkowo (ros. Лужково) – wieś (dieriewnia) w Rosji, w Kraju Permskim, w rejonie oczorskim. W 2021 liczyła 659 mieszkańców.